# Bruno Pelissari
Bruno Augusto Pelissari de Lima (Umuarama, 3 januari 1993) is een Braziliaans voetballer die bij voorkeur als middenvelder speelt. Sinds 2013 speelt hij bij Atlético Paranaense, dat hem in het najaar van 2014 verhuurde aan Chennaiyin FC.

## Carrière
Op 15 oktober 2014 maakte Pelissari zijn debuut voor Chennaiyin. Hij mocht starten in de wedstrijd tegen FC Goa.

## Statistieken
| Seizoen         | Club                |                   | Competitie       | Competitie | Competitie | Beker | Beker | Internationaal | Internationaal | Totaal | Totaal |
| Seizoen         | Club                | Wed.              | Competitie       | Dlp.       | Wed.       | Dlp.  | Wed.  | Dlp.           | Wed.           | Dlp.   |        |
| --------------- | ------------------- | ----------------- | ---------------- | ---------- | ---------- | ----- | ----- | -------------- | -------------- | ------ | ------ |
| 2013            | Atlético Paranaense | Vlag van Brazilië | Camp. Paranaense | 8          | 0          | 0     | 0     | –              | –              | 8      | 0      |
| 2014            | Chennaiyin FC       | Vlag van India    | ISL              | 11         | 4          | –     | –     | –              | –              | 11     | 4      |
| Carrière totaal | Carrière totaal     | Carrière totaal   | Carrière totaal  | 19         | 4          | 0     | 0     | –              | –              | 19     | 4      |

Bijgewerkt t/m 17 maart 2015